# 查斯明·費伊濟奇
查斯明·費伊濟奇（1986年5月15日—）是一位波黑足球運動員。在場上的位置是守門員。他現在效力於德國足球乙級聯賽球隊布倫瑞克足球俱樂部。他也代表波黑國家足球隊參賽。